# Liga de Fútbol de San Pedro y Miquelón 2018
La Liga de Fútbol de San Pedro y Miquelón 2018 fue la 43.ª edición de la Liga de Fútbol de San Pedro y Miquelón. El torneo lo organiza, valga la redundancia, la Liga de Fútbol de San Pedro y Miquelón (LFSPM).

## Formato
Siguiendo un sistema de liga, los tres equipos se enfrentan todos contra todos en ocho ocasiones, cuatro en campo propio y cuatro en campo contrario, sumando un total de 16 partidos por club y 24 jornadas en total.
El campeonato tiene un sistema de puntos de 4-2-1, como todos los torneos amateur franceses (exceptuando el Championnat National). Al término del campeonato, el equipo que acumula más puntos se proclama campeón de la liga y este junto al subcampeón de la liga clasifican a la Copa del Archipiélago.

## Equipos participantes
| Club                 | Fundación | Estadio                | Ciudad    | Capacidad | Ficha | Facebook     |
| -------------------- | --------- | ---------------------- | --------- | --------- | ----- | ------------ |
| A.S. Ilienne Amateur | 1953      | Stade John Girardin    | San Pedro | 1.400     | Ficha | Perfil       |
| A.S. Miquelonnaise   | 1949      | Stade de l'Avenir      | Miquelón  | 200       | Ficha | Página Grupo |
| A.S. Saint-Pierraise | 1903      | Stade Léonce Claireaux | San Pedro | 500       | Ficha | Perfil       |

## Tabla de posiciones
Fecha de actualización: 15 de septiembre de 2018
| Pos. | Club               | PTS | PJ | PG | PE | PP | GF | GC | DIF | REND  |
| ---- | ------------------ | --- | -- | -- | -- | -- | -- | -- | --- | ----- |
| 1.   | AS Ilienne Amateur | 46  | 16 | 9  | 3  | 4  | 27 | 14 | +13 | 62,5% |
| 2.   | AS Saint-Pierraise | 41  | 16 | 7  | 4  | 5  | 20 | 17 | +3  | 52,1% |
| 3.   | AS Miquelonnaise   | 28  | 16 | 3  | 3  | 10 | 19 | 35 | -16 | 25%   |

     Campeón. Clasifica a la Copa del Archipiélago 2018.

     Subcampeón. Clasifica a la Copa del Archipiélago 2018.

## Evolución de la tabla de posiciones
| Equipo / Fecha     | 01 | 02 | 03 | 04 | 05 | 06 | 07 | 08 | 09 | 10 | 11 | 12 | 13 | 14 | 15 | 16 | 17 | 18 | 19 | 20 | 21 | 22 | 23 | 24 |
| ------------------ | -- | -- | -- | -- | -- | -- | -- | -- | -- | -- | -- | -- | -- | -- | -- | -- | -- | -- | -- | -- | -- | -- | -- | -- |
| AS Ilienne Amateur | 3  | 2  | 2  | 2  | 1  | 1  | 1  | 1  | 1  | 1  | 1  | 1  | 1  | 1  | 1  | 1  | 1  | 1  | 2  | 2  | 1  | 1  | 1  | 1  |
| AS Miquelonnaise   | 2  | 3  | 3  | 3  | 3  | 3  | 3  | 3  | 3  | 3  | 3  | 3  | 3  | 3  | 3  | 3  | 3  | 3  | 3  | 3  | 3  | 3  | 3  | 3  |
| AS Saint-Pierraise | 1  | 1  | 1  | 1  | 2  | 2  | 2  | 2  | 2  | 2  | 2  | 2  | 2  | 2  | 2  | 2  | 2  | 2  | 1  | 1  | 2  | 2  | 2  | 2  |

## Resultados
| \| 1a. \| AS Saint-Pierraise \| 2 - 0 \| AS Miquelonnaise \| Léonce Claireaux \| 26 de mayo \| 14:30 \| Atlantique \| AS Ilienne Amateur \| \| 2a. \| AS Ilienne Amateur \| 0 - 0 \| AS Saint-Pierraise \| John Girardin \| 30 de mayo \| 19:00 \| Atlantique \| AS Miquelonnaise \| \| 3a. \| AS Miquelonnaise \| 1 - 2 \| AS Ilienne Amateur \| de l'Avenir \| 2 de junio \| 14:45 \| Atlantique \| AS Saint-Pierraise \| \| 4a. \| AS Miquelonnaise \| 2 - 1 \| AS Saint-Pierraise \| de l'Avenir \| 9 de junio \| 14:45 \| Atlantique \| AS Ilienne Amateur \| \| 5a. \| AS Saint-Pierraise \| 0 - 1 \| AS Ilienne Amateur \| Léonce Claireaux \| 13 de junio \| 19:00 \| Atlantique \| AS Miquelonnaise \| \| 6a. \| AS Ilienne Amateur \| 2 - 0 \| AS Miquelonnaise \| John Girardin \| 16 de junio \| 14:30 \| Atlantique \| AS Saint-Pierraise \| \| 7a. \| AS Saint-Pierraise \| 0 - 0 \| AS Miquelonnaise \| Léonce Claireaux \| 20 de junio \| 19:00 \| Atlantique \| AS Ilienne Amateur \| \| 8a. \| AS Ilienne Amateur \| 0 - 1 \| AS Saint-Pierraise \| John Girardin \| 27 de junio \| 19:00 \| Atlantique \| AS Miquelonnaise \| \| 9a. \| AS Miquelonnaise \| 0 - 2 \| AS Ilienne Amateur \| de l'Avenir \| 30 de junio \| 14:45 \| Atlantique \| AS Saint-Pierraise \| \| 10a. \| AS Miquelonnaise \| 4 - 1 \| AS Saint-Pierraise \| de l'Avenir \| 7 de julio \| 14:45 \| Atlantique \| AS Ilienne Amateur \| \| 11a. \| AS Saint-Pierraise \| 0 - 1 \| AS Ilienne Amateur \| Léonce Claireaux \| 14 de julio \| 17:00[Nota 2] \| Atlantique \| AS Miquelonnaise \| \| 12a. \| AS Ilienne Amateur \| 7 - 0 \| AS Miquelonnaise \| John Girardin \| 21 de julio \| 14:30 \| Atlantique \| AS Saint-Pierraise \| \| 13a. \| AS Saint-Pierraise \| 4 - 1 \| AS Miquelonnaise \| Léonce Claireaux \| 25 de julio \| 19:00 \| Atlantique \| AS Ilienne Amateur \| \| 14a. \| AS Ilienne Amateur \| 0 - 0 \| AS Saint-Pierraise \| John Girardin \| 1 de agosto \| 19:00 \| Atlantique \| AS Miquelonnaise \| \| 15a. \| AS Miquelonnaise \| 2 - 2 \| AS Ilienne Amateur \| de l'Avenir \| 4 de agosto \| 14:45 \| Atlantique \| AS Saint-Pierraise \| \| 16a. \| AS Miquelonnaise \| 0 - 1 \| AS Saint-Pierraise \| de l'Avenir \| 11 de agosto \| 14:45 \| Atlantique \| AS Ilienne Amateur \| \| 17a. \| AS Saint-Pierraise \| 2 - 0 \| AS Ilienne Amateur \| Léonce Claireaux \| 14 de agosto[Nota 3] \| 19:00 \| Atlantique \| AS Miquelonnaise \| \| 18a. \| AS Ilienne Amateur \| 0 - 3 \| AS Miquelonnaise \| John Girardin \| 22 de agosto \| 19:00 \| Atlantique \| AS Saint-Pierraise \| \| 19a. \| AS Miquelonnaise[Nota 4] \| 2 - 3 \| AS Saint-Pierraise \| de l'Avenir \| 26 de agosto \| 14:45 \| Atlantique \| AS Ilienne Amateur \| \| 20a. \| AS Saint-Pierraise[Nota 4] \| 3 - 2 \| AS Ilienne Amateur \| Léonce Claireaux \| 29 de agosto \| 19:00 \| Atlantique \| AS Miquelonnaise \| \| 21a. \| AS Miquelonnaise \| 2 - 3 \| AS Ilienne Amateur \| de l'Avenir \| 1 de septiembre \| 14:45 \| Atlantique \| AS Saint-Pierraise \| \| 22a. \| AS Saint-Pierraise[Nota 4] \| 2 - 2 \| AS Miquelonnaise \| Léonce Claireaux \| 8 de septiembre \| 14:30 \| Atlantique \| AS Ilienne Amateur \| \| 23a. \| AS Ilienne Amateur[Nota 4] \| 2 - 0 \| AS Saint-Pierraise \| John Girardin \| 5 de septiembre[Nota 5] \| 19:00 \| Atlantique \| AS Miquelonnaise \| \| 24a. \| AS Ilienne Amateur \| 3 - 0 \| AS Miquelonnaise \| John Girardin \| 15 de septiembre \| 14:30 \| Atlantique \| AS Saint-Pierraise \| |                    |           |                    |                  |                  |                     |            |                    |
| Calendario |                    |           |                    |                  |                  |                     |            |                    |
| Fecha | Local              | Resultado | Visitante          | Estadio          | Día              | Hora (UTC−02:00, P) | Radio      | Libre              |
| 1a. | AS Saint-Pierraise | 2 - 0     | AS Miquelonnaise   | Léonce Claireaux | 26 de mayo       | 14:30               | Atlantique | AS Ilienne Amateur |
| 2a. | AS Ilienne Amateur | 0 - 0     | AS Saint-Pierraise | John Girardin    | 30 de mayo       | 19:00               | Atlantique | AS Miquelonnaise   |
| 3a. | AS Miquelonnaise   | 1 - 2     | AS Ilienne Amateur | de l'Avenir      | 2 de junio       | 14:45               | Atlantique | AS Saint-Pierraise |
| 4a. | AS Miquelonnaise   | 2 - 1     | AS Saint-Pierraise | de l'Avenir      | 9 de junio       | 14:45               | Atlantique | AS Ilienne Amateur |
| 5a. | AS Saint-Pierraise | 0 - 1     | AS Ilienne Amateur | Léonce Claireaux | 13 de junio      | 19:00               | Atlantique | AS Miquelonnaise   |
| 6a. | AS Ilienne Amateur | 2 - 0     | AS Miquelonnaise   | John Girardin    | 16 de junio      | 14:30               | Atlantique | AS Saint-Pierraise |
| 7a. | AS Saint-Pierraise | 0 - 0     | AS Miquelonnaise   | Léonce Claireaux | 20 de junio      | 19:00               | Atlantique | AS Ilienne Amateur |
| 8a. | AS Ilienne Amateur | 0 - 1     | AS Saint-Pierraise | John Girardin    | 27 de junio      | 19:00               | Atlantique | AS Miquelonnaise   |
| 9a. | AS Miquelonnaise   | 0 - 2     | AS Ilienne Amateur | de l'Avenir      | 30 de junio      | 14:45               | Atlantique | AS Saint-Pierraise |
| 10a. | AS Miquelonnaise   | 4 - 1     | AS Saint-Pierraise | de l'Avenir      | 7 de julio       | 14:45               | Atlantique | AS Ilienne Amateur |
| 11a. | AS Saint-Pierraise | 0 - 1     | AS Ilienne Amateur | Léonce Claireaux | 14 de julio      | 17:00               | Atlantique | AS Miquelonnaise   |
| 12a. | AS Ilienne Amateur | 7 - 0     | AS Miquelonnaise   | John Girardin    | 21 de julio      | 14:30               | Atlantique | AS Saint-Pierraise |
| 13a. | AS Saint-Pierraise | 4 - 1     | AS Miquelonnaise   | Léonce Claireaux | 25 de julio      | 19:00               | Atlantique | AS Ilienne Amateur |
| 14a. | AS Ilienne Amateur | 0 - 0     | AS Saint-Pierraise | John Girardin    | 1 de agosto      | 19:00               | Atlantique | AS Miquelonnaise   |
| 15a. | AS Miquelonnaise   | 2 - 2     | AS Ilienne Amateur | de l'Avenir      | 4 de agosto      | 14:45               | Atlantique | AS Saint-Pierraise |
| 16a. | AS Miquelonnaise   | 0 - 1     | AS Saint-Pierraise | de l'Avenir      | 11 de agosto     | 14:45               | Atlantique | AS Ilienne Amateur |
| 17a. | AS Saint-Pierraise | 2 - 0     | AS Ilienne Amateur | Léonce Claireaux | 14 de agosto     | 19:00               | Atlantique | AS Miquelonnaise   |
| 18a. | AS Ilienne Amateur | 0 - 3     | AS Miquelonnaise   | John Girardin    | 22 de agosto     | 19:00               | Atlantique | AS Saint-Pierraise |
| 19a. | AS Miquelonnaise   | 2 - 3     | AS Saint-Pierraise | de l'Avenir      | 26 de agosto     | 14:45               | Atlantique | AS Ilienne Amateur |
| 20a. | AS Saint-Pierraise | 3 - 2     | AS Ilienne Amateur | Léonce Claireaux | 29 de agosto     | 19:00               | Atlantique | AS Miquelonnaise   |
| 21a. | AS Miquelonnaise   | 2 - 3     | AS Ilienne Amateur | de l'Avenir      | 1 de septiembre  | 14:45               | Atlantique | AS Saint-Pierraise |
| 22a. | AS Saint-Pierraise | 2 - 2     | AS Miquelonnaise   | Léonce Claireaux | 8 de septiembre  | 14:30               | Atlantique | AS Ilienne Amateur |
| 23a. | AS Ilienne Amateur | 2 - 0     | AS Saint-Pierraise | John Girardin    | 5 de septiembre  | 19:00               | Atlantique | AS Miquelonnaise   |
| 24a. | AS Ilienne Amateur | 3 - 0     | AS Miquelonnaise   | John Girardin    | 15 de septiembre | 14:30               | Atlantique | AS Saint-Pierraise |

## Cuadro Final
| Cuadro de Honor                 | Cuadro de Honor | Cuadro de Honor |
| Equipo                          | Premio          |                 |
| ------------------------------- | --------------- | --------------- |
| AS Ilienne Amateur (28° título) | Campeón         |                 |
| AS Saint-Pierraise              | Subcampeón      |                 |
| AS Miquelonnaise                | Tercer lugar    |                 |

## Copas complementarias
Complementario a la disputa del campeonato, cada dos ruedas de tres fechas (6 fechas en total) se le entrega una copa, donada por un auspiciador de la Liga, al equipo que sume más puntos durante esas ruedas.
| Equipo             | Copa         | Ruedas    |
| ------------------ | ------------ | --------- |
| AS Ilienne Amateur | Rotary Club  | 1a. y 2a. |
| AS Ilienne Amateur | Taxi-Tan     | 3a. y 4a. |
| AS Saint-Pierraise | CAS EDF      | 5a. y 6a. |
| AS Ilienne Amateur | Agricole ECO | 7a. y 8a. |

## Otros torneos

### Copa de Francia
Aparte del campeonato, la Copa de Francia contara por primera vez, en su edición 2018-19, con la participación de los 3 clubes miembros de la LFSPM.
| \| 1a. \| AS Saint-Pierraise \| 1 - 0 \| AS Miquelonnaise \| Léonce Claireaux \| 24 de junio \| 14:30 \| - \| Atlantique \| \| 2a. \| AS Ilienne Amateur \| 0 - 0 (2-4 pen.) \| AS Saint-Pierraise \| John Girardin \| 4 de julio \| 19:00 \| - \| Atlantique \| \| 3a. \| ALC Longvic (7) \| 2 - 1 \| AS Saint-Pierraise \| Jean Bouhey \| 15 de septiembre \| 10:00 \| \| - \| |                    |                  |                    |                  |                  |                     |    |            |
| Calendario |                    |                  |                    |                  |                  |                     |    |            |
| Ronda | Local              | Resultado        | Visitante          | Estadio          | Día              | Hora (UTC−02:00, P) | TV | Radio      |
| 1a. | AS Saint-Pierraise | 1 - 0            | AS Miquelonnaise   | Léonce Claireaux | 24 de junio      | 14:30               | -  | Atlantique |
| 2a. | AS Ilienne Amateur | 0 - 0 (2-4 pen.) | AS Saint-Pierraise | John Girardin    | 4 de julio       | 19:00               | -  | Atlantique |
| 3a. | ALC Longvic (7)    | 2 - 1            | AS Saint-Pierraise | Jean Bouhey      | 15 de septiembre | 10:00               |    | -          |

### Copa del Archipiélago
Una vez finalizado el campeonato, los dos primeros lugares de este disputarán, a partido único, la Copa del Archipiélago.
| \| AS Ilienne Amateur \| 3 - 0 \| AS Saint-Pierraise \| John Girardin \| 23 de septiembre[Nota 6] \| 14:30 \| \| Atlantique \| |           |                    |               |                  |                     |    |            |
| Partido único |           |                    |               |                  |                     |    |            |
| Local | Resultado | Visitante          | Estadio       | Fecha            | Hora (UTC−02:00, P) | TV | Radio      |
| AS Ilienne Amateur | 3 - 0     | AS Saint-Pierraise | John Girardin | 23 de septiembre | 14:30               |    | Atlantique |

### Reportajes
- Lesser Spotted Football. «St Pierre & Miquelon Football : An Archipelago’s Life with the Beautiful Game» (en inglés).
- Foot Amateur. «A Saint-Pierre-et-Miquelon, un habitant sur dix joue au football» (en francés).

### Noticias
- Saint-Pierre et Miquelon 1re. «Un nouvel entraîneur pour la reprise des entraînements à l'ASSP» (en francés).
- Saint-Pierre et Miquelon 1re. «Florian Couderc est le nouvel entraîneur de l'ASM» (en francés).
- Saint-Pierre et Miquelon 1re. «La maison de l'ASIA fait peau neuve à l'île aux Marins» (en francés).
- Saint-Pierre et Miquelon 1re. «2ème édition du tournoi intergénérationnel de l’ASIA» (en francés).
- Saint-Pierre et Miquelon 1re. «Jour de matches à l’ASIA» (en francés).
- Saint-Pierre et Miquelon 1re. «Les supporters des Bleus à l'entraînement ce matin !» (en francés).
- Saint-Pierre et Miquelon 1re. «À huit journées de la fin du championnat, la course au titre bat son plein» (en francés).
- Saint-Pierre et Miquelon 1re. «Le club de l'ASIA officiellement champion 2018» (en francés).
- Saint-Pierre et Miquelon 1re. «Jour de départ pour l'équipe de l'ASSP» (en francés).

| Predecesor: Liga de Fútbol de San Pedro y Miquelón 2017 mayo - septiembre de 2017 | Liga de Fútbol de San Pedro y Miquelón 2018 mayo - septiembre de 2018 | Sucesor: Liga de Fútbol de San Pedro y Miquelón 2019 mayo - septiembre de 2019 |

- Datos: Q54859211